# Isidore Legouix
Isidore-Édouard Legouix, né le 1er avril 1834 à Paris et décédé le 15 septembre 1916 à Boulogne-sur-Seine, est un compositeur français.

## Biographie
Isidore Legouix est le fils aîné de l'éditeur et libraire musical Onésime Legouix (1809-1867). Le commerce de son père, qu'il avait ouvert au début du règne de Louis-Philippe Ier, était situé au numéro 4 de la rue Chauveau-Lagarde, dans le huitième arrondissement. Cette librairie musicale fut reprise par son fils cadet Gustave Legouix (1844-1916), puis par le fils de ce dernier, Robert Legouix. En 1960, ce magasin, à l'enseigne « Libraire Musicale R. Legouix », subsistait toujours à la même adresse (Place de la Madeleine).
En 1847, Isidore Legouix entre au Conservatoire de Paris, y étudie l'harmonie avec Napoléon Henri Reber et la composition avec Ambroise Thomas. Il obtient un 1er prix de solfège en 1850, un 1er prix d'harmonie en 1855 et l'année suivante un second accessit en contrepoint et fugue. Il reçoit le Prix de Rome avec une mention honorable en 1860 avec sa cantate Le Czar Ivan IV, sur des paroles de Théodore Anne. 
Après ses études au Conservatoire, Legouix travaille à la librairie musicale familiale, et se livre à la composition, plus particulièrement à la musique de scène. Il a composé plusieurs opérettes, dont les critiques contemporains louent le talent et l'esprit. Mais on pouvait à peine l'emporter face à la concurrence écrasante des œuvres de Hervé, Offenbach, Lecocq, Audran, Planquette et Varney, les maîtres de l'opérette parisienne. Auteur d'une quinzaine d'ouvrages, Isidore Legouix n'atteindra jamais la notoriété, même si quelques-unes de ses opérettes rencontrent un succès très éphémère.
En outre Legouix a composé quelques morceaux pour piano et des chansons. En anglais, il écrit l'opéra-comique The Crimson scraf (L’Écharpe cramoisie), jouée dans les années 1870 à Londres.
Marié en 1900 à Boulogne-sur-Seine avec Aurélie Grégoire, Isidore Legouix s'est éteint le 15 septembre 1916 dans cette ville où il s'était installé depuis plusieurs années, trois semaines après la mort de son frère cadet Gustave.

## Œuvres principales
- Un Othello, opérette en 1 acte, paroles de Charles Nuitter et Alexandre Beaumont, Théâtre des Champs-Élysées, décembre 1863.
- Le Lion de Saint-Marc, opéra-bouffe en 1 acte, paroles de Charles Nuitter et Alexandre Beaumont, Théâtre Saint-Germain, 24 novembre 1864.
- Ma Fille, opérette en 1 acte, Théâtre des Délassements-Comiques, 20 mars 1866.
- Malborough s'en va-t-en guerre, opéra-bouffe en 4 actes, écrit en collaboration avec Georges Bizet, Léo Delibes et Émile Jonas (l'acte 3 est de Legouix), paroles de Paul Siraudin et William Busnach, Théâtre de l'Athénée, 15 décembre 1867.
- Le Vengeur, opéra-bouffe en 1 acte, paroles de Charles Nuitter et Alexandre Beaumont, Théâtre de l'Athénée, 20 novembre 1868.
- Deux portières pour un cordon, pochade musicale en 1 acte, écrit en collaboration avec Florimond Hervé, Charles Lecocq et G. Maurice, sous le pseudonyme unique d'Alcindor, paroles de MM. Lefebvre et Lucian, Théâtre du Palais-Royal, 19 mars 1869.
- L'Ours et l'amateur de jardins, bouffonnerie en 1 acte, paroles de William Busnach et Auguste Maquet, Bouffes-Parisiens, 1er septembre 1869.
- Les Dernières Grisettes, opéra-bouffe en 3 actes, Théâtre des Fantaisises-Parisiennes à Bruxelles, 12 décembre 1874.
- Le Mariage d'une étoile, opérette en 1 acte, paroles d'Eugène Grangé et Victor Bernard, Bouffes-Parisiens, 1er avril 1876.
- Madame Clare, somnambule, « folie » en 1 acte avec airs nouveaux, Théâtre du Palais-Royal, mars 1877.
- La Tartane, opérette.
- Quinolette, opérette en 1 acte, paroles de Maurice Mac-Nab, publiée dans la revue Le Magasin des Demoiselles.
- La Clef d'argent, opéra-comique 1 acte, paroles d'Alexandre Beaumont, publié dans la revue Le Magasin des Demoiselles.
- Après la noce, opérette en 1 acte.
- La Fée aux genêts, opéra, paroles d'Eugène Adenis.
- Une nouvelle Cendrillon, opérette en 1 acte, paroles d'Eugène Adenis.